# نینجای آمریکایی ۵
آمریکایی نینجا ۵' (به انگلیسی: American Ninja V) یک فیلم رزمی و اکشن آمریکایی محصول سال ۱۹۹۳ با بازی دیوید برادلی و کارگردانی بابی ژان لئونارد است.